# ジャパンライム
ジャパンライム株式会社（Japan Laim Co., Ltd.）は、日本の映像ソフト会社。特に教育・医療・スポーツ分野の映像制作と販売を得意とし、企業から会社案内、製品・技術紹介の映像制作を受注している。市進ホールディングスの連結子会社である。

## 沿革
1974年（昭和49年）設立。1990年（平成2年）には全米レストラン協会が制作した従業員教育用ビデオの輸入販売、1994年（平成6年）には従来のスポーツの競技ごとの技術解説や指導法を扱ったビデオ作品だけでなく、一流選手に注目した作品や日本国外でのロケ作品の制作開始、1994年（平成6年）度冬には日本で参加者を募りスノーボードスクールをアメリカ合衆国で開催、1995年（平成7年）にはプロポリスの輸入販売事業に参入した。こうした事業の多角化には、バブル崩壊による同業者間の値下げ競争があり、映像制作の受注件数が増えても増益にならないという事情と、制作する映像作品の需要が局限される（1作品あたり500本程度の売り上げ）という事情があった。
2010年（平成22年）4月16日、市進ホールディングスはジャパンライムの全株式を2億8000万円で取得し、同社を買収することを発表した。背景には学習塾業界の講義の映像の配信競争があり、市進ホールディングスではコンテンツ制作のノウハウの獲得を目的としてジャパンライムを買収したのであった。買収は同年5月21日付であり、ジャパンライムの2つの子会社をジャパンライムに吸収合併した上で行われた。市進グループ入りした後、それまでのDVD・オンデマンド販売に加え、ダウンロード販売を開始した。また本社を品川区東五反田一丁目19番7号から文京区本郷五丁目25番14号へ移転した。
2014年（平成26年）に創業40周年を迎え、同年8月19日に品川区立総合区民会館（きゅりあん）で為末大、小田伸午、畑喜美夫らを招いて40周年記念セミナーを開催した。